# Chaîne (bijou)

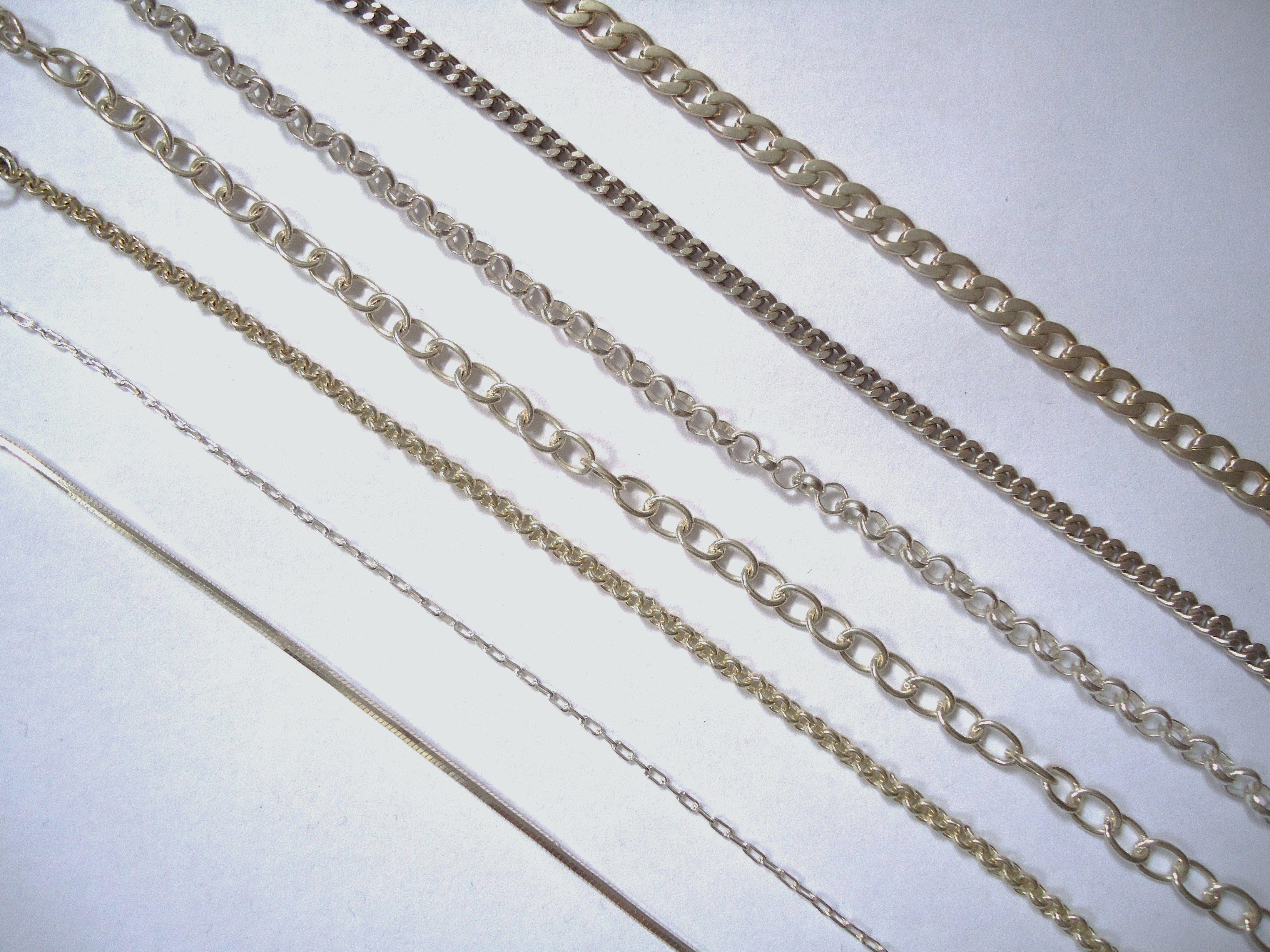
Différentes chaînes

Une chaîne est un bijou filiforme qui se porte traditionnellement au cou, au poignet, à la taille ou à la cheville. Ce bijou est généralement constitué de métal précieux, mais peut également contenir d'autres matériaux, comme les perles, le corail ou les pierres précieuses. On distingue de nombreux types de chaînes selon leur usage et leur forme, comme les colliers, les chaînes de cheville, les bracelets, les gourmettes ou les montres.

## Production
Les chaînes en métal peuvent être produites à la main ou bien de manière mécanique. Malgré la différence fondamentale entre ces deux modes de fabrication, les différentes étapes de la construction du bijou restent inchangées. Traditionnellement, les chaînes sont issues du travail manuel du bijoutier.  
La fabrication d'un chaîne en métal se divise en plusieurs étapes. 
- Préparation de l'alliage

La préparation de l'alliage est un secret étroitement gardé. En effet, la seule caractéristique susceptible d'être connue facilement est la finesse de l'alliage, c'est-à-dire sa teneur en métal pur. Les autres composantes essentielles et tenues secrètes, en dehors de la couleur, sont la dureté de l'alliage et sa compatibilité avec le corps humain (limites d'allergies, notamment). Les alliages contenant du nickel peuvent, par exemple, mener à des incompatibilités, ce métal étant fortement allergène. 
Certains ors blancs sont ainsi conçus de manière à limiter les risques d'allergies. 
- Tréfilage

Lors du tréfilage, l'alliage est transformé en fil métallique de 10 mm d'épaisseur.  
Dans la préparation du fil métallique épaisseurs de 10 mm en utilisant des rouleaux de fil sur une épaisseur inférieure à 0,20 mm peut être logé.
- Mise à niveau de la machine et la chaîne de production

L'ajustement et le réglage de la machine requièrent une grande connaissance technique de la fabrication de chaîne et beaucoup d'entraînement. Il s'agit d'une étape cruciale qui également détermine la qualité de la chaîne.
- Soudure de la chaîne

Celle-ci se fait au laser ou à la flamme. Les deux soudures sont basées sur le même principe, la soudure à la flamme étant la méthode traditionnelle. On peut ajouter à l'alliage un mélange métallique légèrement différent pour combler les imperfections dues au soudage.
Il existe aujourd'hui des systèmes automatisés pour réaliser cette étape au laser de manière totalement asservie.    
- Création des facettes

Pour créer les facettes sur la chaîne, on utilise des machines rotatives à disque de diamants. Les facettes changent fondamentalement l'apparence de la chaîne. De plus, certaines chaînes sont frappées afin d'avoir leurs maillons déformés. 
- Finition

Pour finir, la chaîne est coupée à la longueur souhaitée, et le fermoir est attaché à chacune des extrémités. La chaîne doit être polie afin d'avoir l'aspect brillant que nous lui connaissons. De plus, des poinçons indiquant la provenance et le type d'alliage sont souvent gravés dans le bijou afin de certifier sa qualité.

## Utilisation des chaînes
Les chaînes de bijouterie sont le plus souvent constituées d'alliages d'or, d'argent, de platine, de palladium, de cuivre, d'acier, ou plus récemment, de titane. Si la chaîne constitue en elle-même déjà un bijou, elle est souvent utilisée pour pendre un pendentif. Dans les pays chrétiens, les bracelets nus sont cependant très populaires. 

### Types de chaînes
- Les chaînes en mailles forçat constituent les chaînes les plus communes. Leur maillons sont rectangulaires et présentent deux biseaux par face.
- Les chaînes en mailles grain de café sont des chaines à maillons ovalisés possédant deux trous centrés.
- Les chaînes en mailles vénitiennes sont des chaînes à maillons carrés.
- Les chaînes en mailles palmier sont des chaînes peu communes dont les maillons sont en forme de goutte. Leur assemblage tridimensionnel leur donne un aspect caractéristique.
- Les gourmettes Figaro sont des gourmettes à chaîne plate présentant deux types de maillons différents, souvent un plus long que l'autre, et respectant un motif de type (1 maillon long - trois maillons courts) qui se répète.
- Les chaînes de Belcher sont des chaînes à maillons circulaires.
- Les chaînes en maille serpent sont nommées ainsi car leurs maillons jointifs rappellent l'aspect d'une peau de serpent. Leur aspect sphérique leur confère une allure très lisse.
- Les chaînes oméga ressemblent aux chaînes serpent mais sont beaucoup plus rigides.
- Les chaînes Singapour torsadées sont des chaînes qui ont la particularité de former une spirale.
- Les chaînes à billes ont pour maillon des billes reliées entre elles par un fil.
- Les chaînes en maille marine ont un maillon ovale dont les deux parties les plus longues de l'oblong sont jointes en leur milieu par un étai.

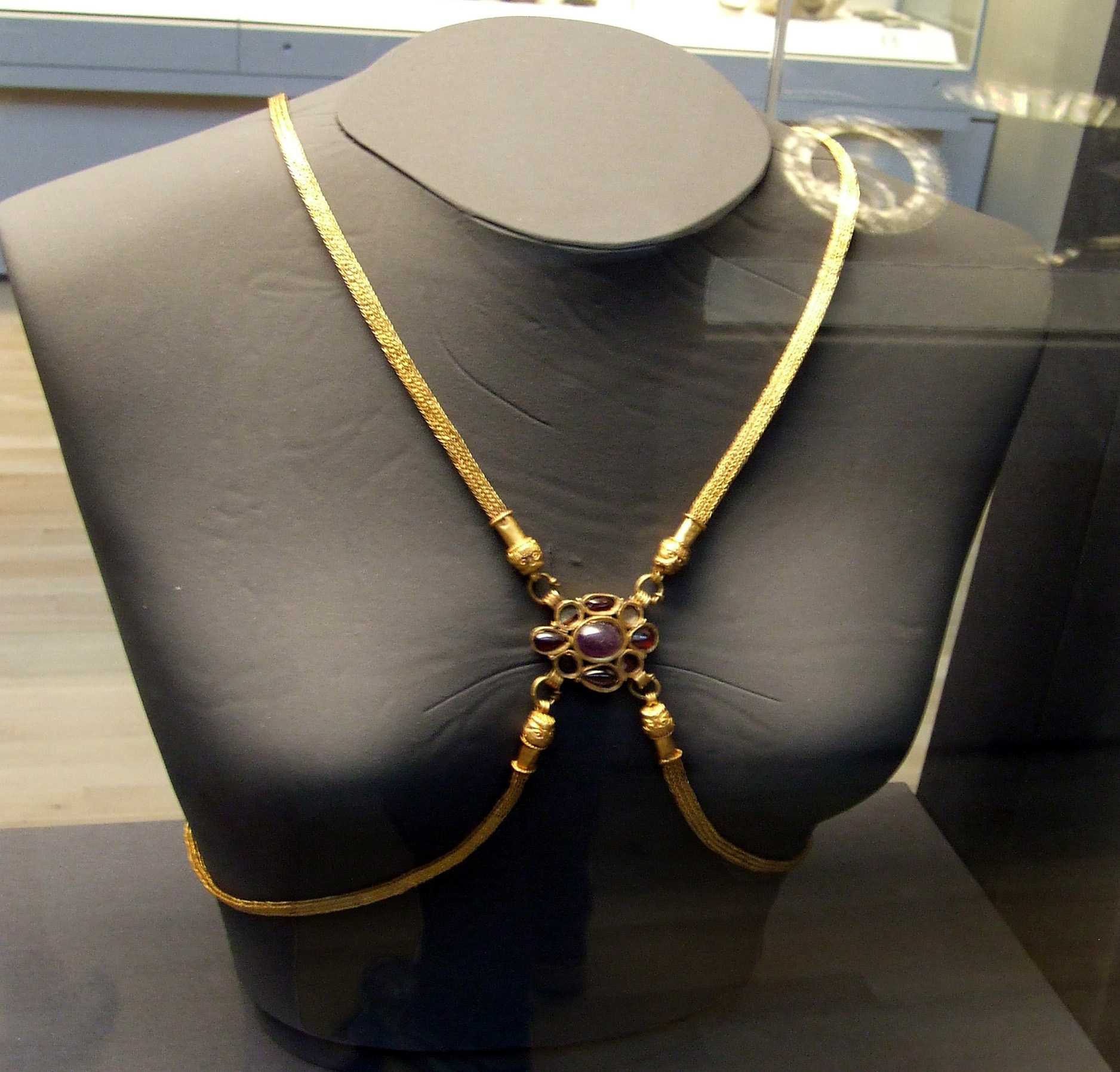
Bijou de corps à base de chaîne
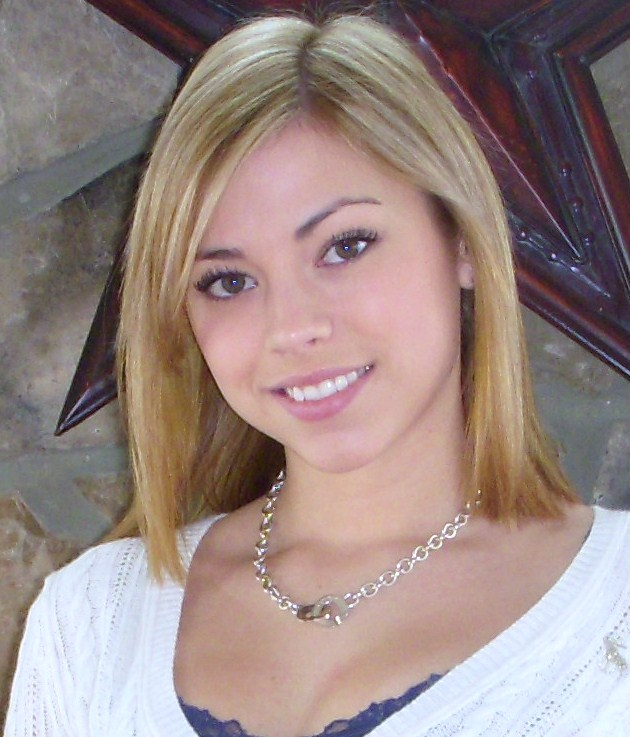
Jeune fille portant une chaîne autour du cou
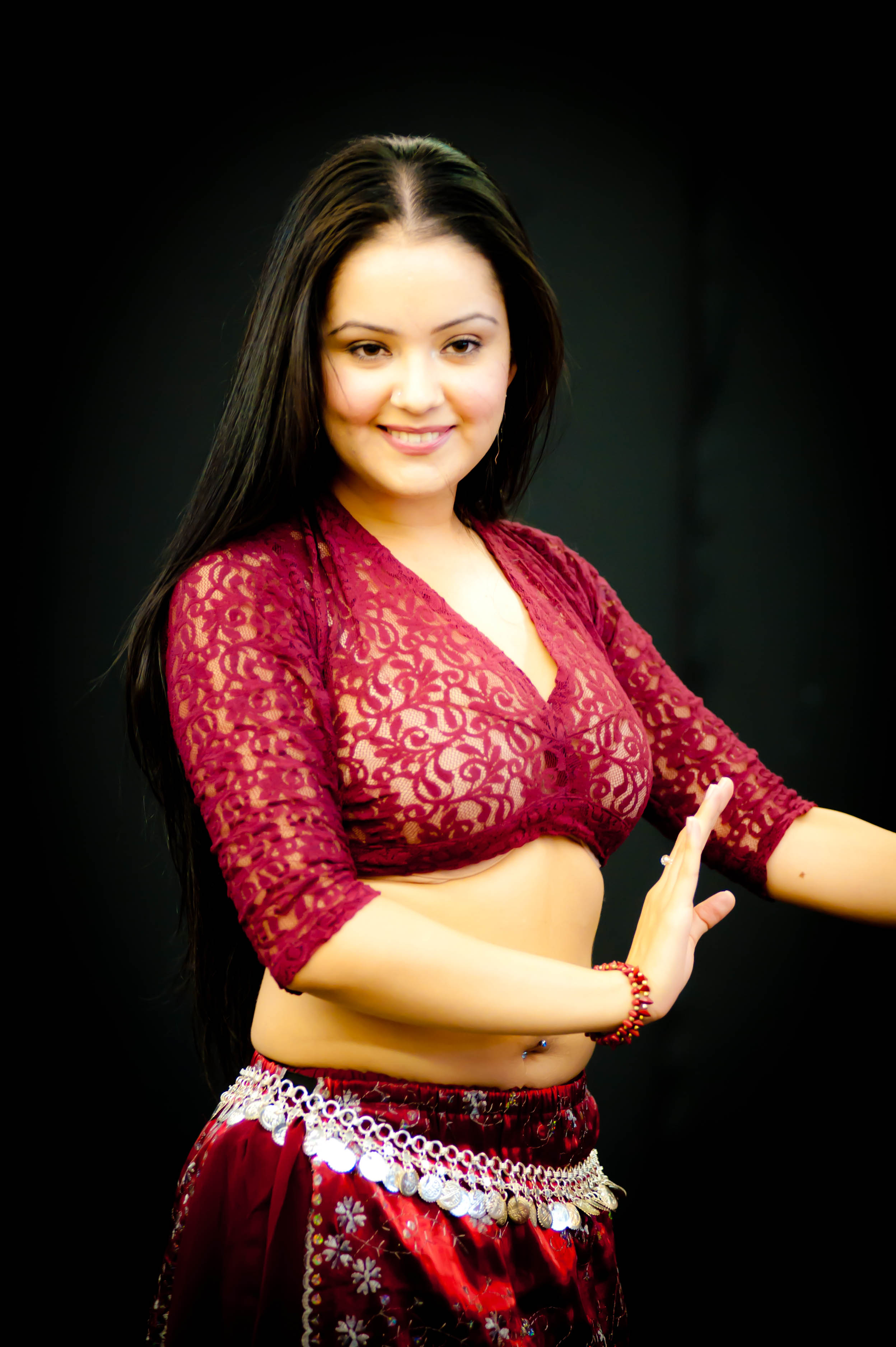
Chaîne de taille et piercing au nombril
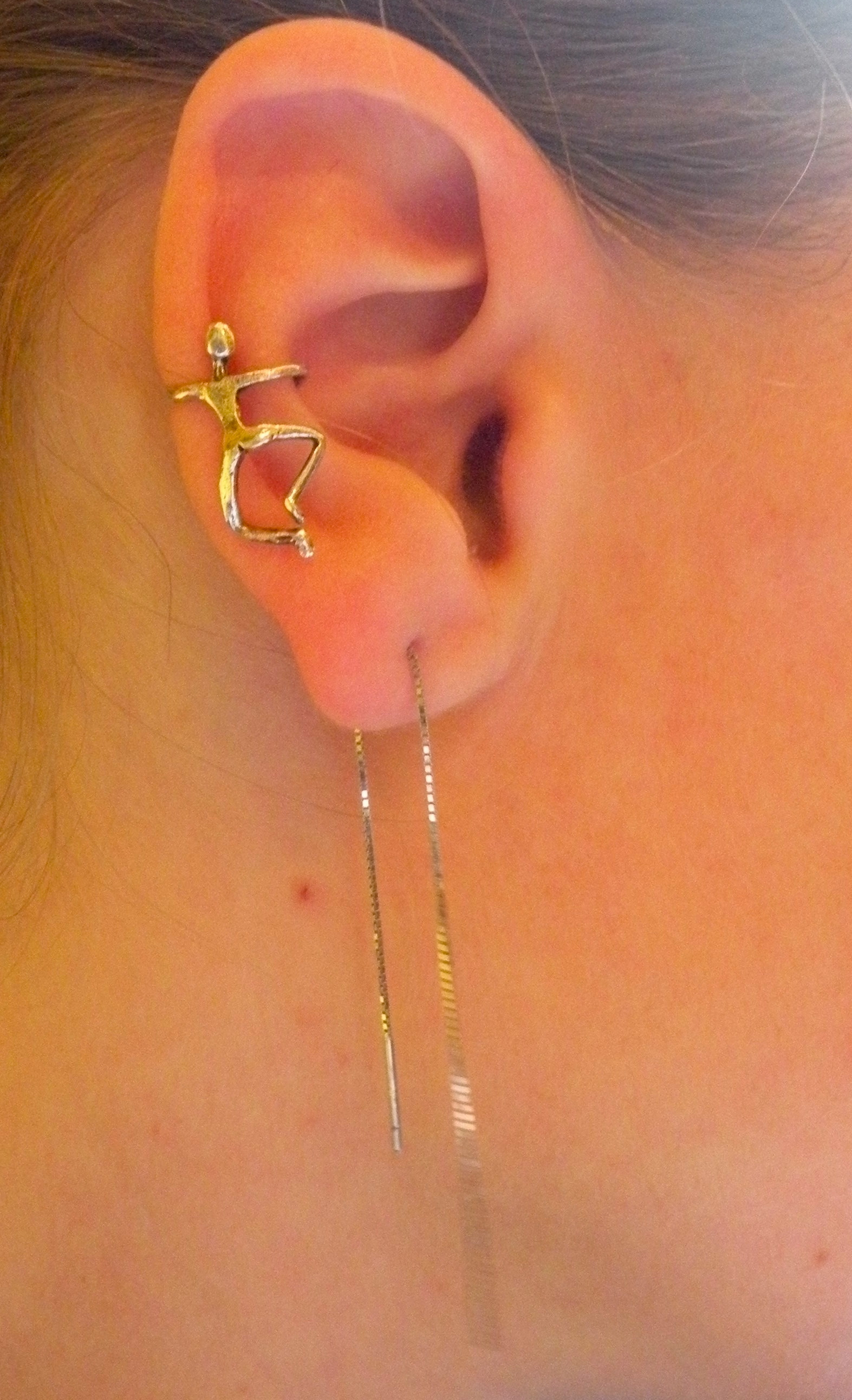
Une chaîne d'oreille.